# Marano Lagunare
Marano Lagunare – miejscowość i gmina we Włoszech, w regionie Friuli-Wenecja Julijska, w prowincji Udine.
Według danych na rok 2004 gminę zamieszkiwało 2048 osób, 22,8 os./km².